# Medidas busto/cintura/cadera

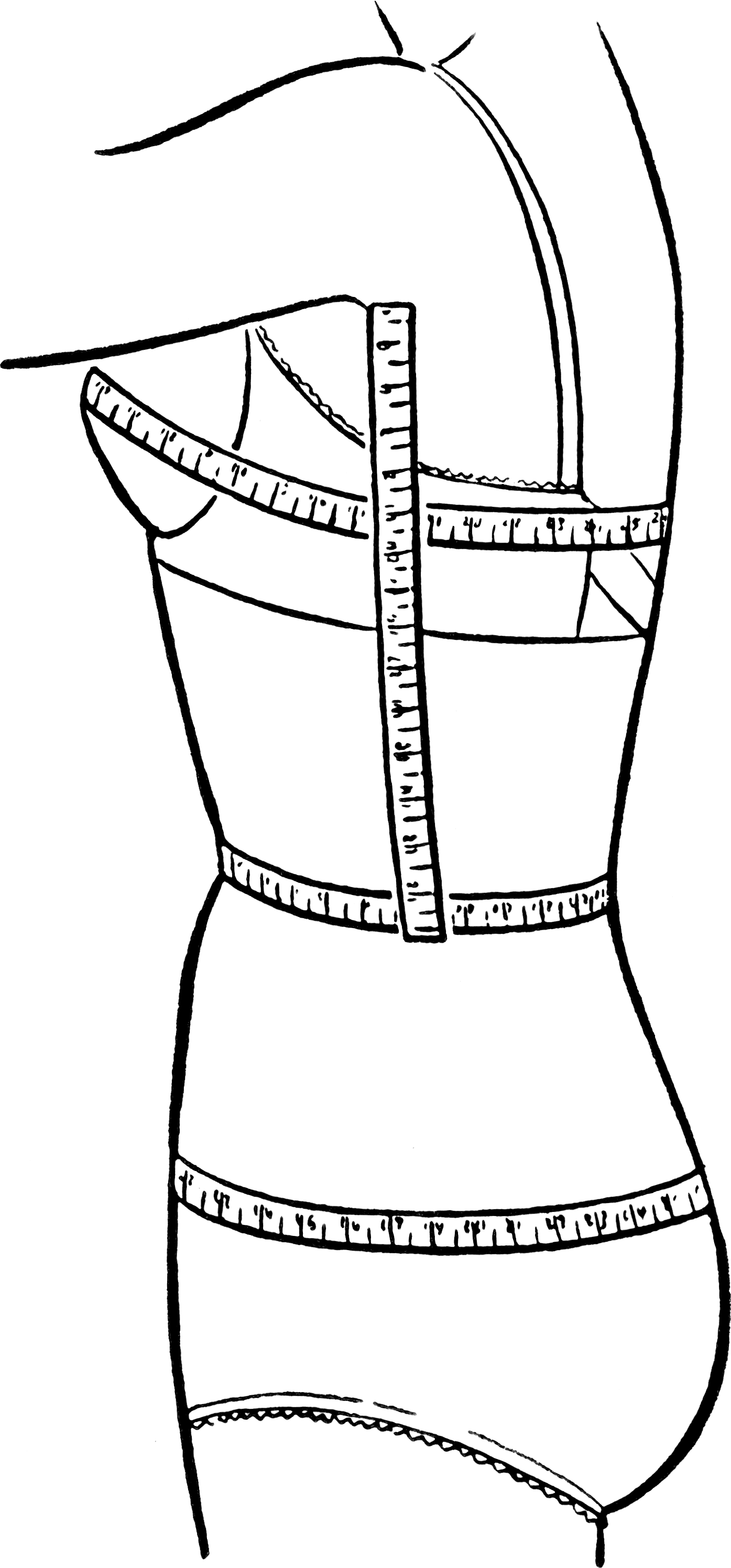
Un esquema de corsé que muestra las líneas de medida para busto, cintura, cadera, y atrás bajo el brazo a cintura.

Las medidas busto/cintura/cadera (informalmente denominadas estadística vital y medidas de cuerpo) es un método común de especificar proporciones del cuerpo con el propósito de fijar la ropa. Relaciona los tres puntos de inflexión de las formas del cuerpo femenino. En la medida de cuerpo humano, las tres medidas son las circunferencias  del busto, cintura y caderas; normalmente renderizadas como las tres medidas: xx–yy–zz en centímetros. Las tres medidas se utilizan mayoritariamente en moda.

## Seguimiento de medidas
Lo que se puede medir se puede mejorar. Registrarse diariamente es importante, mantiene hábitos saludables frente a nuestras mentes. Cada vez que hacemos una entrada en el registro, se nos recuerda nuestro compromiso con la salud. Las medidas corporales son mucho más simples de rastrear usando tecnología moderna. Por ejemplo, las aplicaciones móviles, como Apariencia o Cintura, se pueden usar para realizar un seguimiento de sus medidas. El estudio realizado por la American Heart Association ha demostrado que medir la cintura podría ser una mejor manera de predecir el riesgo de enfermedad cardíaca que un índice de masa corporal ampliamente utilizado.